# Solange Carvalhas
Solange Rodrigues Carvalhas, née le 22 avril 1992, est une footballeuse internationale portugaise qui joue Milieu pour le RSC Anderlecht (2019).

## Biographie
Elle débute en 2006 au 1° Dezembro. Elle y remporte trois titres de Championne du Portugal. Elle part ensuite au GDC A-Dos-Francos, club où elle reste une saison. 
En 2014, après des vacances en Belgique, elle a la possibilité de s'entraîner avec le RSC Anderlecht, qui décide de la garder. Elle reste deux saisons, disputant une finale de Coupe. 
Ensuite, elle retourne au Portugal, au Sporting CP, en 2016. Après une première saison pleine de buts (37), elle est désignée par le Syndicat des joueurs portugais comme la meilleure féminine de la saison. La saison suivante est moins prolifique, car, début septembre, elle est victime d'une rupture des ligaments croisés du genou droit, ce qui l'écarte des terrains durant 6 mois.
En 2019, elle revient au RSC Anderlecht. Elle participe à la Women's Champions League, et à quelques rencontres avec l'équipe B.
En décembre 2019, le club portugais du FC Famalicão, qui dispute le championnat du Portugal de deuxième division, annonce son arrivée au sein de l'effectif.

### En sélection nationale[7]
Ses débuts en sélection portugaise date du 19 septembre 2009, où elle revêt le maillot des moins de 19 ans, lors d'un match de qualification pour le Championnat d'Europe féminin de football des moins de 19 ans 2010 qui doit se dérouler en Macédoine. Cela, face à l'équipe de Islande, les lusophones sont battues 2 à 0. 
En janvier 2016, le sélectionneur portugais, appelle l'attaquante du RSC Anderlecht à rejoindre, pour la première fois, le groupe lusophone. Elle fête sa première sélection avec les A, le 19 janvier 2016 face à la Pologne, victoire 1 à 0, elle entre à la 74e à la place de Jéssica Silva.

## Statistiques

### En club
| Saison                | Club                  | Championnat           | Championnat | Championnat | Coupe(s) nationale(s) | Coupe(s) nationale(s) | Compétition(s) continentale(s) | Compétition(s) continentale(s) | Compétition(s) continentale(s) | Sélection    | Sélection | Sélection | Total | Total |
| Saison                | Club                  | Division              | M.          | B.          | M.                    | B.                    | Comp.                          | M.                             | B.                             | Équipe       | M.        | B.        | M.    | B.    |
| 2006-2007             | 1° Dezembro           | Nacional Feminino     | -           | -           | -                     | -                     | -                              | -                              | -                              | -            | 0         | 0         | 0     | 0     |
| 2007-2008             | 1° Dezembro           | Nacional Feminino     | -           | -           | -                     | -                     | -                              | -                              | -                              | -            | 0         | 0         | 0     | 0     |
| 2008-2009             | 1° Dezembro           | Nacional Feminino     | 1           | 1           | -                     | -                     | CF                             | 2                              | 1                              | -            | 0         | 0         | 3     | 2     |
| 2009-2010             | 1° Dezembro           | Nacional Feminino     | -           | -           | -                     | -                     | -                              | -                              | -                              | Portugal U19 | 2         | 0         | 2     | 0     |
| 2010-2011             | 1° Dezembro           | Nacional Feminino     | 3           | 2           | 1                     | 0                     | -                              | -                              | -                              | -            | 0         | 0         | 4     | 2     |
| 2011-2012             | 1° Dezembro           | Nacional Feminino     | 7           | 1           | 2                     | 1                     | LDC                            | 3                              | 1                              | -            | 0         | 0         | 12    | 3     |
| 2012-2013             | 1° Dezembro           | Nacional Feminino     | 2           | 0           | -                     | -                     | LDC                            | 2                              | 0                              | -            | 0         | 0         | 4     | 0     |
| Sous-total            | Sous-total            | Sous-total            | 13          | 4           | 3                     | 1                     | -                              | 7                              | 2                              | -            | 2         | 0         | 25    | 7     |
| 2013-2014             | GDC A-dos-Francos     | Nacional Feminino     | 4           | 4           | -                     | -                     | -                              | -                              | -                              | -            | 0         | 0         | 4     | 4     |
| Sous-total            | Sous-total            | Sous-total            | 4           | 4           | -                     | -                     | -                              | -                              | -                              | -            | 0         | 0         | 4     | 4     |
| 2014-2015             | RSC Anderlecht        | BeNe League           | 23          | 4           | 1                     | 1                     | -                              | -                              | -                              | -            | 0         | 0         | 24    | 5     |
| 2015-2016             | RSC Anderlecht        | Super League          | 14          | 8           | -                     | -                     | -                              | -                              | -                              | Portugal A   | 6         | 0         | 20    | 8     |
| Sous-total            | Sous-total            | Sous-total            | 37          | 12          | 1                     | 0                     | -                              | -                              | -                              | -            | 6         | 0         | 44    | 12    |
| 2016-2017             | Sporting CP           | Liga Allianz          | 26          | 33          | 5                     | 4                     | -                              | 0                              | 0                              | Portugal A   | 2         | 0         | 33    | 37    |
| 2017-2018             | Sporting CP           | Liga Allianz          | 5           | 3           | 2                     | 1                     | LDC                            | 3                              | 1                              | -            | 0         | 0         | 10    | 5     |
| 2018-2019             | Sporting CP           | Liga Allianz          | 19          | 4           | 1                     | 0                     | LDC                            | 2                              | 0                              | -            | 0         | 0         | 22    | 4     |
| Sous-total            | Sous-total            | Sous-total            | 50          | 40          | 8                     | 5                     | -                              | 5                              | 1                              | -            | 2         | 0         | 65    | 46    |
| 2019-2020             | RSC Anderlecht        | Super League          | 1           | 0           | -                     | -                     | LDC                            | 2                              | 0                              | -            | 0         | 0         | 3     | 0     |
| 2019-2020             | RSC Anderlecht B      | D2                    | 9           | 7           | -                     | -                     | -                              | -                              | -                              | -            | 0         | 0         | 9     | 7     |
| Sous-total            | Sous-total            | Sous-total            | 10          | 7           | 0                     | 0                     | -                              | 2                              | 0                              | -            | 0         | 0         | 12    | 7     |
| 2019-2020             | FC Famalicão          | II Divisão Feminino   | 6           | 5           | 2                     | 0                     | -                              | 0                              | 0                              | -            | 0         | 0         | 8     | 5     |
| Sous-total            | Sous-total            | Sous-total            | 6           | 5           | 2                     | 0                     | -                              | 0                              | 0                              | -            | 0         | 0         | 8     | 5     |
| Total sur la carrière | Total sur la carrière | Total sur la carrière | 110         | 72          | 14                    | 6                     | -                              | 14                             | 3                              |              | 10        | 0         | 148   | 81    |

Statistiques actualisées le 25 avril 2020

#### Matchs disputés en coupes continentales
| Matchs | Date              | Stade                                    | Adversaire               | Résultat | Minutes | Compétition         | Buts | Tour                   | Club           |
| ------ | ----------------- | ---------------------------------------- | ------------------------ | -------- | ------- | ------------------- | ---- | ---------------------- | -------------- |
| 1      | 4 septembre 2008  | -, Neulengbach                           | Vamos Idaliou            | 7 – 1    | 90 min  | Coupe de l'UEFA     | 0    | Phase de groupes       | 1° Dezembro    |
| 2      | 6 septembre 2008  | -, Neulengbach                           | ŽNK Krka                 | 1 – 1    | 90 min  | Coupe de l'UEFA     | 1    | Phase de groupes       | 1° Dezembro    |
| 3      | 11 août 2011      | Estádio do Sport União Sintrense, Sintra | ASA Tel-Aviv             | 1 – 1    | 90 min  | Ligue des champions | 1    | Phase de qualification | 1° Dezembro    |
| 4      | 13 août 2011      | Estádio do Sport União Sintrense, Sintra | FK Liepājas Metalurgs    | 4 – 0    | 65 min  | Ligue des champions | 0    | Phase de qualification | 1° Dezembro    |
| 5      | 16 août 2011      | Estádio do Sport União Sintrense, Sintra | MTK Budapest             | 0 – 0    | 19 min  | Ligue des champions | 0    | Phase de qualification | 1° Dezembro    |
| 6      | 11 août 2012      | Centenary Stadium, Birzebbuga            | Glentoran Belfast United | 4 – 0    | 90 min  | Ligue des champions | 0    | Phase de qualification | 1° Dezembro    |
| 7      | 13 août 2012      | Centenary Stadium, Birzebbuga            | Birkirkara FC            | 1 – 0    | 90 min  | Ligue des champions | 0    | Phase de qualification | 1° Dezembro    |
| 8      | 22 août 2017      | Stade Hévízi út, Budapest                | BIIK Kazygurt            | 2 – 1    | 71 min  | Ligue des champions | 0    | Phase de qualification | Sporting CP    |
| 9      | 25 août 2017      | Stade Nándor Hidegkuti, Budapest         | MTK Budapest FC          | 2 – 0    | 17 min  | Ligue des champions | 1    | Phase de qualification | Sporting CP    |
| 10     | 28 août 2017      | Stade Hévízi út, Budapest                | KF Hajvalia              | 1 – 4    | 25 min  | Ligue des champions | 0    | Phase de qualification | Sporting CP    |
| 11     | 10 août 2018      | Stade Gradski vrt, Osijek                | ŽNK Osijek               | 3 – 0    | 4 min   | Ligue des champions | 0    | Phase de qualification | Sporting CP    |
| 12     | 13 août 2018      | Stade HNK Cibalia, Vinkovci              | ŽFK Dragon 2014          | 0 – 4    | 45 min  | Ligue des champions | 0    | Phase de qualification | Sporting CP    |
| 13     | 13 août 2019      | Lotto Park, Bruxelles                    | Linfield LFC             | 1 – 3    | 45 min  | Ligue des champions | 0    | Phase de qualification | RSC Anderlecht |
| 14     | 25 septembre 2019 | Stade Namys, Chimkent                    | BIIK Kazygurt            | 2 – 0    | 45 min  | Ligue des champions | 0    | Seizièmes de finale    | RSC Anderlecht |

#### En sélection nationale
| Matches officiels de Ana Borges en sélections portugaises au 22 novembre 2019 | Matches officiels de Ana Borges en sélections portugaises au 22 novembre 2019 | Matches officiels de Ana Borges en sélections portugaises au 22 novembre 2019 | Matches officiels de Ana Borges en sélections portugaises au 22 novembre 2019 | Matches officiels de Ana Borges en sélections portugaises au 22 novembre 2019 |
| Club                                                                          | V.                                                                            | N.                                                                            | D.                                                                            | Buts                                                                          |
| ----------------------------------------------------------------------------- | ----------------------------------------------------------------------------- | ----------------------------------------------------------------------------- | ----------------------------------------------------------------------------- | ----------------------------------------------------------------------------- |
| Portugal U19 (2 matchs:20 %)                                                  | 0 (0 %)                                                                       | 0 (0 %)                                                                       | 2 (100 %)                                                                     | 0 (0 %)                                                                       |
| Portugal A (8 matchs:80 %)                                                    | 3 (37,50 %)                                                                   | 0 (0 %)                                                                       | 5 (62,50 %)                                                                   | 0 (0 %)                                                                       |
| Total (Incomplet)                                                             | 3 (30 %)                                                                      | 0 (0 %)                                                                       | 7 (70 %)                                                                      | 0                                                                             |

## Palmarès

### Avec le1° Dezembro
- Vainqueur du Championnat du Portugal : 6 fois — 2006-07, 2007-08, 2008-09, 2009-10, 2010-11, 2011-12,
- Vainqueur de la Coupe du Portugal : 5 fois — 2006-07, 2007-08, 2009-10, 2010-11, 2011-12,
- Vainqueur de la Taça de Promoção Feminina Série C : 1 fois — 2011-12
- Vainqueur de la Taça de Promoção Feminina Phase Finale : 1 fois — 2012-13

### Avec leGDC A-dos-Francos
- Vice-championne du Championnat du Portugal : 1 fois — 2013-14

### Avec leRSC Anderlecht
- Finaliste de la Coupe de Belgique : 1 fois — 2015-2016

### Avec leSporting CP
- Vainqueur du Championnat du Portugal : 2 fois — 2016-17 et 2017-18
- Vainqueur de la Coupe du Portugal : 2 fois — 2016-17 et 2017-18
- Vainqueur de la Supercoupe : 1 fois — 2017
- Vice-championne du Championnat du Portugal : 1 fois — 2018-19
- Finaliste de la Supercoupe : 1 fois — 2018